# Vallès Oriental

Położenie comarki na mapie Katalonii

Vallès Oriental – comarca (powiat) w prowincji Barcelona w Katalonii w Hiszpanii. Zajmuje powierzchnię 850,99 km², skupia 43 gminy i liczy 386 465 mieszkańców. Siedzibą comarki jest Granollers.

## Gminy
- Aiguafreda
- L'Ametlla del Vallès
- Bigues i Riells
- Caldes de Montbui
- Campins
- Canovelles
- Cànoves i Samalús
- Cardedeu
- Castellcir
- Castellterçol
- Figaró-Montmany
- Fogars de Montclús
- Les Franqueses del Vallès
- La Garriga
- Granera
- Granollers
- Gualba
- La Llagosta
- Lliçà d’Amunt
- Lliçà de Vall
- Llinars del Vallès
- Martorelles
- Mollet del Vallès
- Montmeló
- Montornès del Vallès
- Montseny
- Parets del Vallès
- La Roca del Vallès
- Sant Antoni de Vilamajor
- Sant Celoni
- Sant Esteve de Palautordera
- Sant Feliu de Codines
- Sant Fost de Campsentelles
- Sant Pere de Vilamajor
- Sant Quirze Safaja
- Santa Eulàlia de Ronçana
- Santa Maria de Martorelles
- Santa Maria de Palautordera
- Tagamanent
- Vallgorguina
- Vallromanes
- Vilalba Sasserra
- Vilanova del Vallès